# Carbon vô định hình
Carbon vô định hình (còn được gọi là trạng thái chuyển tiếp của carbon; tiếng Anh: Amorphous carbon) là carbon phản ứng tự do, một thù hình của carbon không có cấu trúc tinh thể. Vật liệu carbon vô định hình có thể được ổn định bằng cách không để carbon liên kết Dangling với hydro. Cũng như các chất rắn vô định hình khác, có thể quan sát thấy một số trật tự tầm ngắn của carbon vô định hình. Carbon vô định hình thường được viết tắt là aC cho carbon vô định hình chung, aC:H hoặc HAC cho carbon vô định hình bị hydro hóa, hoặc ta-C cho carbon giống kim cương.

## Trong khoáng vật học
Trong khoáng vật học, carbon vô định hình là tên được sử dụng cho than đá, carbon có nguồn gốc từ carbua và các dạng carbon không tinh khiết khác không phải là than chì hay kim cương. Tuy nhiên, theo nghĩa trong tinh thể học, các vật liệu này không thực sự là vật liệu vô định hình mà là crystallite của than chì hoặc kim cương trong một matrix carbon vô định hình.